# فعل کنایی
در زبان‌شناسی، فعل کُنایی یا اِرگِتیو (Ergative) فعلی است که می‌تواند گذرا (متعدی) یا ناگذر (لازم) باشد، و فاعلش هنگامی که ناگذر است منطبق با مفعول مستقیمش باشد هنگامی که گذرا است.

## در فارسی
در فارسی، پاره‌ای از فعل‌های گذرا می‌توانند بدون ذکر مفعول به کار بروند، در حالی که حتی در چنین شرایطی دستورنویسان زبان فارسی معمولاً آن را گذرا حساب کرده‌اند، با این تفاوت که این عده «چیزی» و «کسی» را مفعول می‌دانند، در حقیقت آنها معتقدند که مفعول جمله ذکر نشده است. با این حال چنانچه این نوع کاربرد را ناگذر در نظر بگیریم بنا بر این اصل که ملاک گذرا بودن عمل و نقش فاعل نیست بلکه نیازمندی جمله به مفعول است، می‌توان گفت که بیشتر فعل‌های گذرا می‌توانند به صورت ناگذر به کار بروند، اما عمل و نقش فاعل در جمله شامل فعل گذرا با عمل و نقش فاعل در جمله شامل فعل ناگذر یکی است، مثلاً، «کاوه آش را خورد» (گذرا) و «کاوه خورد» (ناگذر)، که باز تنها تفاوت در این است که در دومی مشخص نیست چه خورده شد. در مقابل، در فارسی تعدادی از فعل‌ها کُنایی هستند به شکلی که می‌توان فعل را در دو جمله به گونه‌ای به کار برد که نقش فاعل تغییر کند. به عنوان مثال، «کاوه آش را پخت» (گذرا) و «آش پخت» (ناگذر).
گاهی عده‌ای سعی کرده‌اند با ساخت فعل سببی از یک فعل کنایی معنی گذرا را از معنی ناگذر متمایز کنند. مثلاً: «کاوه آش را پزاند» (گذرا) و «آش پخت» (ناگذر). در حالی که حتی در صورت ساخت چنین فعل سببی گذرا می‌توان از آن برداشت‌های متفاوت برای نقش فاعل کرد، به معنی اینکه «کاوه آش را پزاند» را می‌توان هم به معنی «کاوه آش را پخت گرفت» و هم به معنی «کاوه به کسی کمک کرد تا او آش را بپزد»، شبیه فعل سببی در «معلم دانش‌آموز را می‌نویساند.» که در آن فعل گذرای «نوشتن» سببی و برای یک مفعول دوم گذرا شده است؛ بنابراین برای اینکه در «پزاندن» فاعل همیشه یک نقش را انجام بدهد، باید حداقل در «پختن» فاعل همیشه یک نقش را انجام بدهد. در برخی از گویش‌های زبان پارسی یا زبان‌های دیگر ایرانی فعل‌های ارگتیو کمتر هستند یا به کل وجود ندارند، مثلاً در کردی کرمانجی دو نقش متفاوت فاعل در فعل «پختن» زبان پارسی با دو نوع فعل متفاوت نشان داده می‌شود که فعل گذرا، سببی فعل ناگذر است:
- pijîn، pêjîn («پختن») (ناگذر)
- pijandin (به طور تحت‌الفظی، «پزاندن» با این شرط که پختن فقط یک فعل ناگذر بود) («پختن.») (گذرا)

نمونه‌ای از کاربردهای فعل «سوختن» در معنای گذرا در ادبیات پارسی:
| گفتم بلای من همه زین دیده و دل است |  | گفتا یکی از این دو بسوز و یکی بکن |

و نیز با یک تفسیر منطقی‌تر می‌توان «سوزان» در «همچنین گفته می‌شود گرم شدن کرهٔ زمین، در سال ۲۱۰۰ باعث خشکسالی شدید، گرمای سوزان و توفان‌های وحشتناک خواهد شد.» را از فعل متعدی «سوختن» گرفت.
گرفتن:لازم: هوا گرفت. متعدی: دستم را گرفت.

## در کردی
ارگتیو در کردی پیچیده است و در برخی گویش‌های کردی مشاهده می‌شود. برای نمونه در فعل ماضی کرمانجی بر خلاف فعل مضارع این حالت دیده می‌شود:
- te ez kuştim، ترجمه: تو مرا کشتی (ترجمه تحت اللفظی: تو من کشتم!)
- tu dikarî

زبان کردی کرمانجی یا Kurdiya Kurmancî که عموما با الفبای لاتین نوشته میشود الفبایی که زبانشناس و محقق زبان کردی  میر دکتر جلادت عالی بدرخان Mîr Celadet Alî Bedirxan یکی از امرای کرد از خانواده بدرخان پس از ۱۴ سال تحقیق در سال ۱۹۳۲ میلادی با انتشار روزنامه "هاوار" خود یعنی فریاد در شام سوریه چاپ کرد این الفبا برای اولین بار در آن روزنامه بکار گرفته شد. بعد از آن همه روشنفکران کرد در اروپا و جغرافیای کردستان کم کم با این الفبا آشنا شدند.
زبان کردی کرمانجی از لحاظ ساختار زبانی دارای پنج ویژگی است:
Zayendî ye
یعنی مونث و مذکر دارد
Qertafgir e
یعنی حروفی به کلمات اصلی اش اضافه میشوند که میتواند معنای مذکر، مونث، معرفه و نکره و غیر از آن دریافت گردد
Tewangbar e
یعنی حالتی است که  در آن در کلمات، بنا به نقش خودشان در جمله ، تغییراتی ایجاد میشود
Nîv-akûzatîv e
نیمه آکوزاتیو است یعنی فعلهای لازم در همه زمانهایش و فعلهای متعدی در زمانهای حال ، آینده و آرزویی از فاعل خود یعنی ez . tu . ew . em  . hûn .ew  تبعیت میکنند 
Nîv-ergatîv e
نیمه ارگیتیو یا ارگاتیو است یعنی فعلهای متعدی زمان گذشته از نظر مفرد و جمع از مفعول جمله تبعیت میکنند و ارتباطی با فاعل خودشان چه اسم یا ضمایر min-te-wî-wê-me-we-wan ندارند در این حالت مفعول بدون تغییر میماند و مفرد و جمع بودن مفعول از طریق (شناسه) فعلی مشخص میشود. ارگیتیو  در کردی یکی از نشانه های خالصیت و تاریخی این زبان تاریخی است مثال:
```
Min  sêv  xwar/xwarin
 "   ""     ""     Te
```

Wî
Wê
Me
We
Wan
در این حالت فعل متعدی با توجه به مفعول sêv که مفرد یا جمع باشد به صورت یکسان برای همه ضمایر tewandî یکسان به کار میرود.
اما زبان فارسی یک زبان آکوزاتیوی است یعنی در همه حالتها و در همه زمانها فعل از فاعل خود تبعیت میکند.
در هورامی و لکی هم ساخت ارگتیو دیده می‌شود، اما در فعل ماضی گورانی دیده نمی‌شود که این یکی از استدلالات در تفاوت گورانی و هورامی است.

## در انگلیسی
فارسی تنها زبانی نیست که ساخت کنایی در آن وجود دارد. در واقع، این نوع فعل‌ها ویژگی بسیاری از زبان‌هاست. انگلیسی زبانی دیگر است که دارای آنهاست. در انگلیسی، بیشتر فعل‌ها می‌توانند به صورت ناگذر به کار بروند، اما معمولاً این نقش فاعل را تغییر نمی‌دهد؛ به عنوان مثال، «او سوپ را خورد» (گذرا) و «او خورد» (ناگذر)، که تنها تفاوتشان این است که دومی مشخص نمی‌کند چه خورده شد. در مقابل، در مورد یک فعل کنایی نقش فاعل عوض می‌شود؛ در نظر بگیرید، "it broke the window" («آن پنجره را شکست») (گذرا) و "the window broke" «پنجره شکست» (ناگذر).
فعل‌های ارگتیو را می‌توان به چند دسته تقسیم کرد:
- فعل‌هایی که تغییر حالت را نشان می‌دهند — break، burst، form، heal، melt، tear، transform
- فعل‌های پخت‌وپز — bake، boil، cook، fry
- فعل‌های حرکت — move، shake، sweep، turn، walk
- فعل‌های مربوط به وسایل نقلیه — drive، fly، reverse، run، sail

برخی از اینها می‌تواند به صورت ناگذر در هر دو معنی به کار بروند: «I'm cooking the pasta» نسبتاً با «The pasta is cooking» (به عنوان فعل ارگتیو) و «I'm cooking» و هم‌معنی است، اگرچه آن یکی به وضوح اطلاعات بیشتری از هر یک از دو جمله دیگر می‌دهد.
بر خلاف یک فعل مجهول، یک حالت‌نمایی، یک مصدر فعل‌گونه، یک اسم مصدر، که اجازه می‌دهند عامل حذف شود اما همچنین اجازه می‌دهد که ذکر شود، نسخه ناگذر یک فعل کنایی نیاز دارد که عامل حذف بشود:
- "The window was broken" یا "The window was broken by the burglar."
- "[…] to break the window […]" یا "[…] for the burglar to break the window […]"
- "[…] the breaking of the window […]" یا "[…] the breaking of the window by the burglar […]"
- "The window broke" اما نه *"The window broke by the burglar."

در واقع، گونه ناگذر یک فعل کنایی تقریباً نشان می‌دهد که عاملی وجود ندارد. در رابطه با برخی فعل‌های غیرارگتیو، این مفهوم با کاربرد شکل انعکاسی به دست می‌آید:
- "He solved the problem."
- "The problem was solved" یا "The problem was solved by him."
- "The problem solved itself" اما نه *"The problem solved itself by him."

با این حال، در این مورد، کاربرد شکل انعکاسی به شدت عدم وجود عامل را نشان می‌دهد؛ که «جان پنجره را شکست، یا شاید جک شکست — در هر صورت، پنجره شکست» قابل فهم است، اگرچه کمی غیراصطلاحی است، *جان مسئله را حل کرد، یا شاید جک حل کرد — در هر صورت مسئله خودش حل شد» کاملاً خودمتناقض است. با این حال، برخی دستورزبان‌دانان هر دوی «پنجره شکست» و «مسئله خودش حل شد» را مثال‌هایی از یک شکل مجزا، به نام شکل میانه می‌دانند.
یک فعل کنایی انگلیسی به خصوص عجیب «graduate» است: "he graduated from school" و "school graduated him" یک معنی را می‌رسانند، اگرچه کاربرد دومی کم شده، و گوینده با انتقاد گاه به گاه روبرو می‌شود که شکل ناگذر را به کار ببرد. در مورد اولی، فعل گذراست، اما در مورد دومی، فعل ناگذر است.

## در فرانسه‌ای
فرانسه‌ای زبانی دیگر است که دارای فعل‌های ارگتیو است.
- "Il tourne la tête." («او سرش را می‌چرخاند.»)
- "Sa tête tourne." («سرش می‌چرخد.»)

با این حال، توجه داشته باشید که کاربرد شکل انعکاسیِ فعل برای بیان معنای ضدسببی رایج‌تر است.
- "J'ouvre la porte." («من در را باز می‌کنم.»)
- "La porte s'ouvre." («در باز می‌شود.»)

علاوه بر این، فعل‌های مشابه به پختن زبان پارسی حتی امکان‌ها و حالت‌های بیشتری دارند، و حتی اجازه می‌دهند یک ساخت سببی جایگزین شکل گذرای فعل شود:
- "Je cuis les pâtes." ("پاستا را می‌پزم.")
- "Je cuis." ("من می‌پزم"، یعنی یا "من [چیزی را] می‌پزم" یا مثلاً "اینجا خیلی گرم است، من عملاً دارم برشته می‌شوم.")
- "Je fais cuire les pâtes." (به طور تحت‌اللفظی، "من می‌پزانم / پخته می‌کنم پاستا را"، یعنی "پاستا را می‌پزانم"، یعنی "پاستا را می‌پزم.")
- "Les pâtes cuisent." ("پاستا می‌پزد.")